# Marion Power Shovel Company
Marion Power Shovel Company je bilo ameriško podjetje, ki je proizvajajo parne kopače, zajemalne kopače, kabelske kopače in drugo opremo za rudarska in gradbena dela. Podjetje so ustanovili Henry Barnhart, Edward Huber in George W. King v krajo Marion, Ohio leta 1884. 